# Astragalus iskanderi
Astragalus iskanderi är en ärtväxtart som beskrevs av Vladimir Ippolitovich Lipsky. Astragalus iskanderi ingår i släktet vedlar, och familjen ärtväxter. Inga underarter finns listade i Catalogue of Life.